# Museu Nacional de Arte da Dinamarca

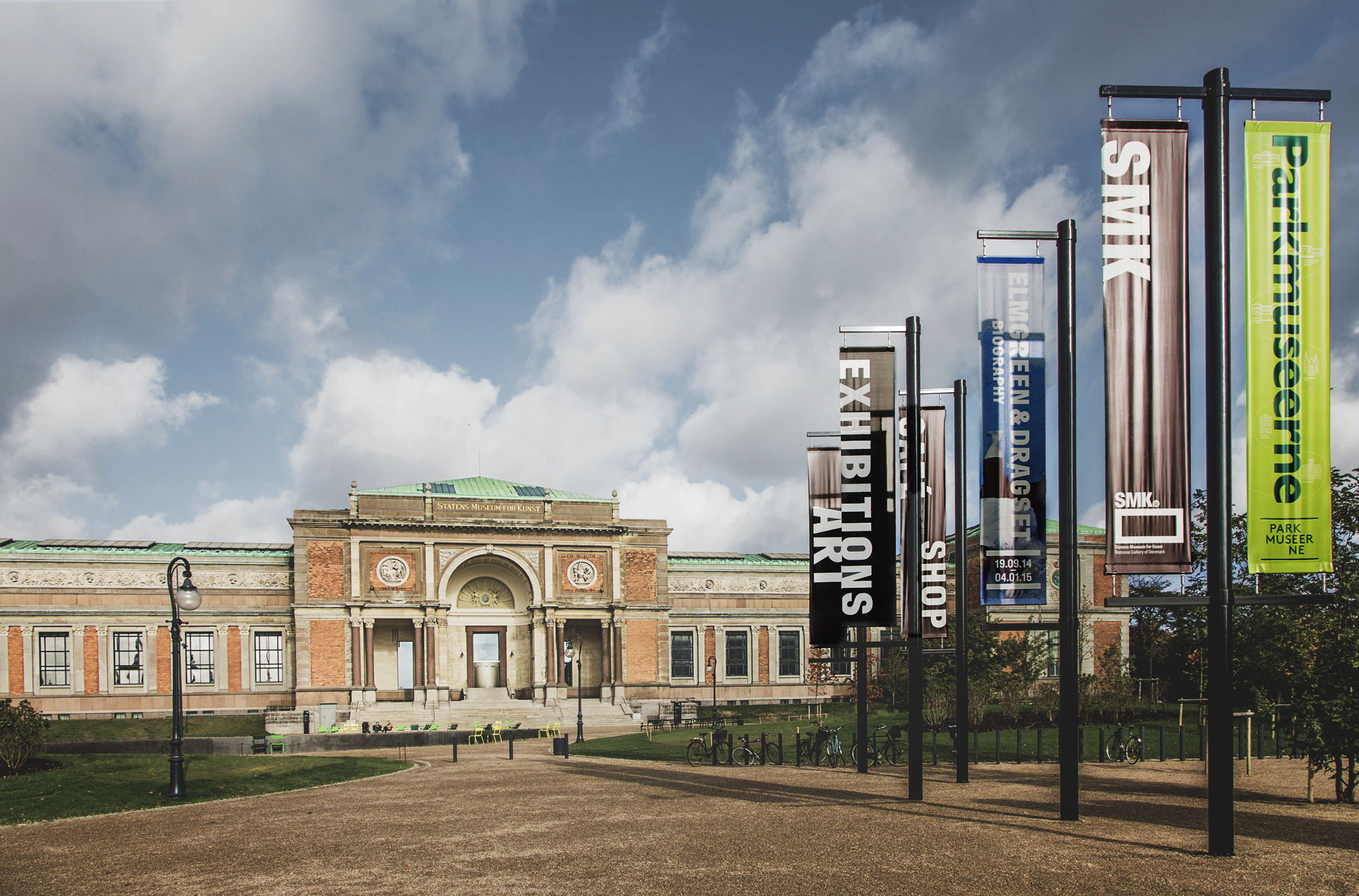

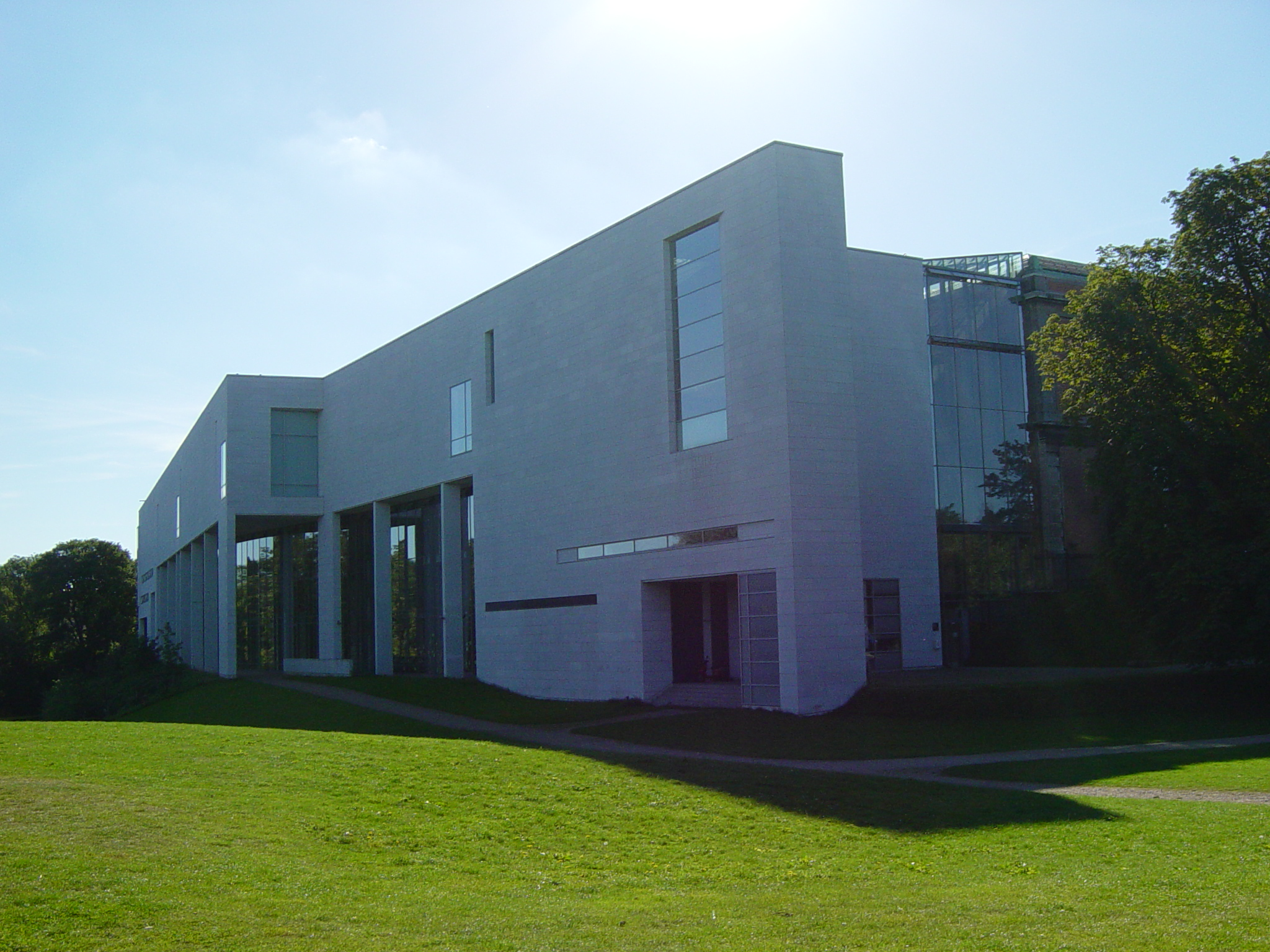

O Museu Nacional de Arte (em dinamarquês: Statens Museum for Kunst), localizado em Copenhague, é um dos principais museus da Dinamarca. Possui mais de 250 mil peças distribuídas entre pinturas, obras em papel e estatuária, compondo um amplo panorama da arte ocidental desde o Renascimento até a contemporaneidade, com algumas obras ainda mais antigas. Recentemente o Museu foi fundido com a Biblioteca Nacional de Arte.
Seu prédio original foi construído entre 1889 e 1896, com projeto de Wilhelm Dahlerup e G.E.W. Møller, seguindo modelos da Renascença italiana em uma interpretação eclética. Sofrendo com a falta de espaço expositivo desde sua fundação, nos anos 60 a coleção de cópias de esculturas foi transferida para um prédio especial próximo ao Palácio Real de Amalienborg. Na década de 1970 a área disponível foi aumentada com a cobertura do pátio interno. Em 1998 foi acrescentada uma nova ala no jardim atrás do museu, com projeto de Maria Indrio e Mads Møller numa arquitetura contemporânea, com uma galeria envidraçada de comunicação com a sede antiga, chamada de "avenida das esculturas". 

## Coleções

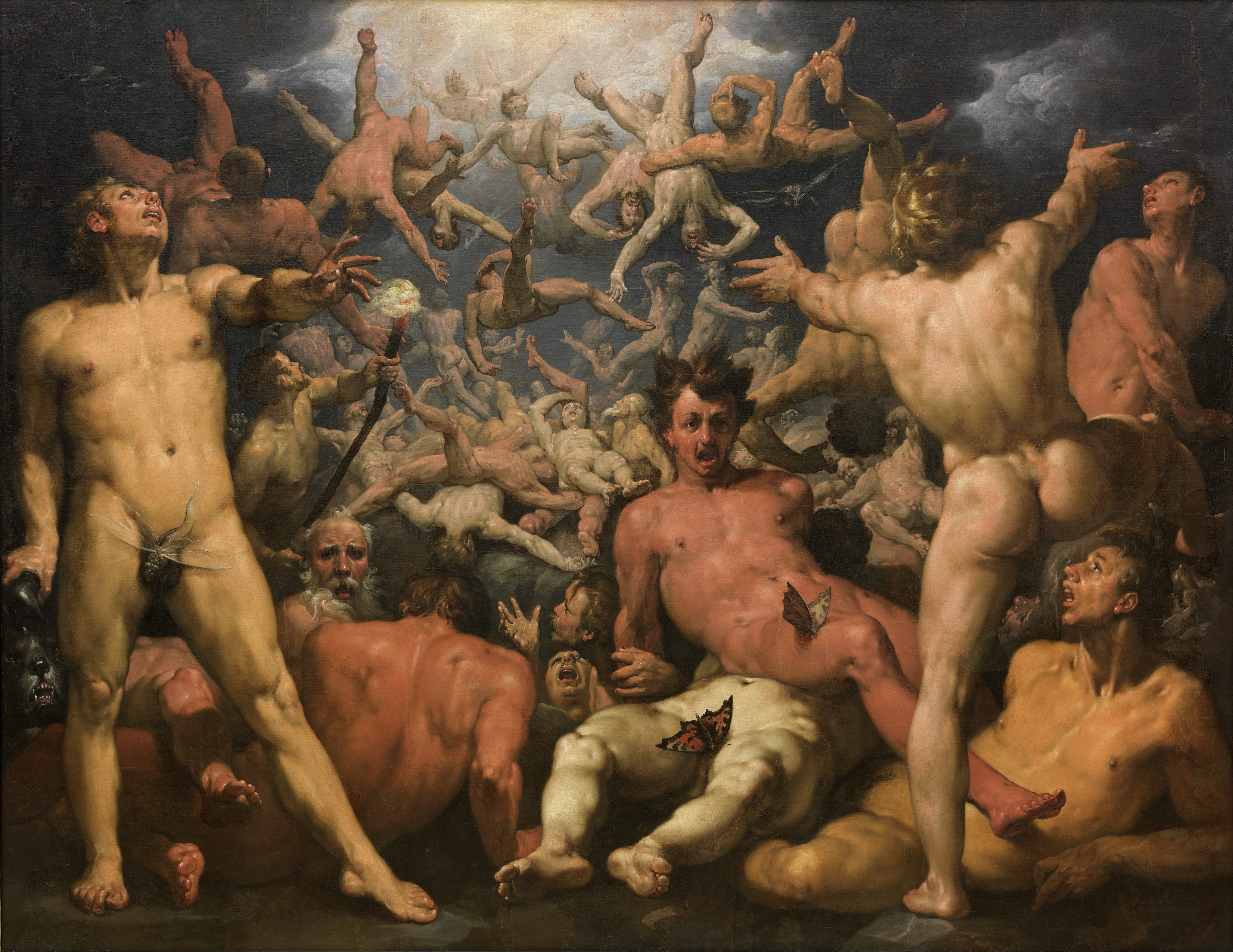
Cornelis van Haarlem: A queda dos Titãs, 1588

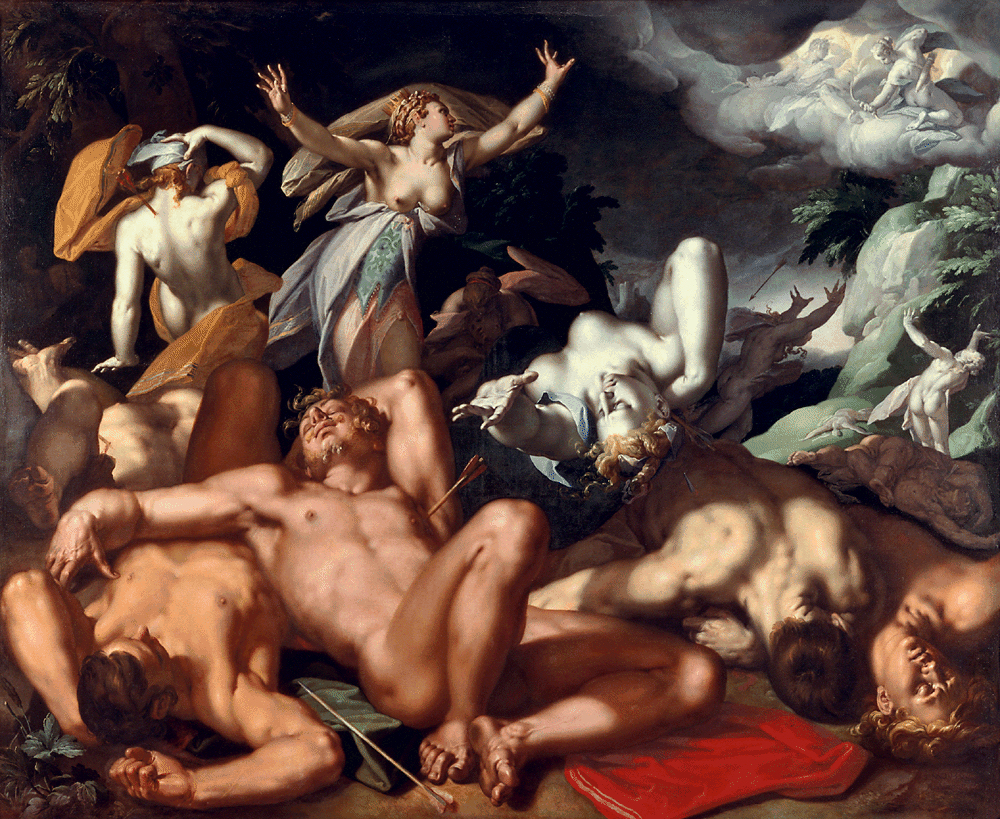
Abraham Bloemaert: A morte dos filhos de Níobe, 1591

A maior parte do acervo tem sua origem nas coleções dos reis da Dinamarca. As coleções do Museu Nacional de Arte se dividem nos departamentos de pintura e escultura, com quase 9 mil obras; de trabalhos em papel, com mais de 240 mil itens, e o de cópias de grandes obras da estatuária antiga, com mais de 2.600 peças. Dos mestres mais importantes que possui estão Mantegna, Ticiano, Tintoretto, Rubens, Frans Hals, Rembrandt, Picasso, Braque, Leger, Matisse e Modigliani. A arte dinamarquesa está representada por artistas como Oluf Høst, Edward Weihe, Olaf Rude e Haral Giersing.

### Pinturas e Esculturas
O início da coleção de pinturas data dos idos de 1750, quando o Conservador da Câmara de Arte do rei Frederico V sugeriu ao monarca que se criasse uma seção separada de pintura para o acervo reunido até então pela realeza. A fim de estabelecer uma coleção que não fosse inferior à de outros grandes reis e nobres da Europa foram destinadas grandes somas para aquisições de pintura flamenga, italiana e alemã.
Desde então o conjunto foi sendo consistentemente ampliado, e no século XIX houve uma preocupação de reunir um acervo de arte nacional dinamarquesa, a partir do impulso à pintura dado pela fundação da Academia Real de Arte em 1754.
No século XX foram incorporadas obras modernas em diversas doações importantes, destacando-se a de Johannes Rump (1928) com pinturas modernistas francesas, e logo se seguiram aquisições de mais pinturas e esculturas também da escola francesa.

### Arte em papel
O conjunto de obras sobre papel é riquíssimo, com ênfase na arte dinamarquesa do século XVII em diante, e com peças em gravura, desenho, fotografia, aquarela e outros gêneros. Começou a ser reunido no século XIV durante o reinado de Cristiano II. Em 1843 a coleção, até então propriedade privada da casa real, foi aberta ao público, sendo incorporada ao Museu Nacional quando este foi fundado.

### Cópias de esculturas
Parte desta coleção remonta a meados do século XVIII, quando começaram a ser encomendadas cópias em gesso de obras-primas da escultura antiguidade para oferecer aos estudantes da Academia Real recém-fundada modelos para estudo, bem como para facilitar o acesso dos cidadãos comuns, educando o seu gosto, aos grandes exemplos da arte antiga. Seguindo esta mesma filosofia, a criação do Museu Nacional ensejou a aquisição de várias outras cópias, formando o rico acervo que hoje se preserva ali e que abrange 4 mil anos de história da escultura.

## Outros departamentos

### Centro de Conservação Jørn Rubow
Criado para atender às demandas de conservação e restauro do grande acervo que o museu possui, tem uma preocupação especial com as obras classificadas como patrimônio nacional, e dispõe de um aparato completo e um corpo de funcionários qualificado, sendo autossuficiente nesta área.

### Centro de Conhecimento Egmont
Um novo departamento recentemente criado para oferecer novos recursos de estudo e apreciação do acervo. Tem como órgãos subordinados o Museu de Arte Infantil, propiciando uma introdução à arte às crianças através de projetos multimídia de educação e prática de arte; o u.l.k. Art Labs, voltado para o público jovem, com oficinas de criação, palestras e cursos para estudo e discussão de assuntos ligados a vários aspectos da arte e compartilhamento de experiências neste campo; a Biblioteca Nacional de Arte, fundida ao Museu em 2006, sendo a maior biblioteca especializada em arte do norte da Europa, e um Estúdio para apreciação detalhada de obras de arte em papel.

## Galeria

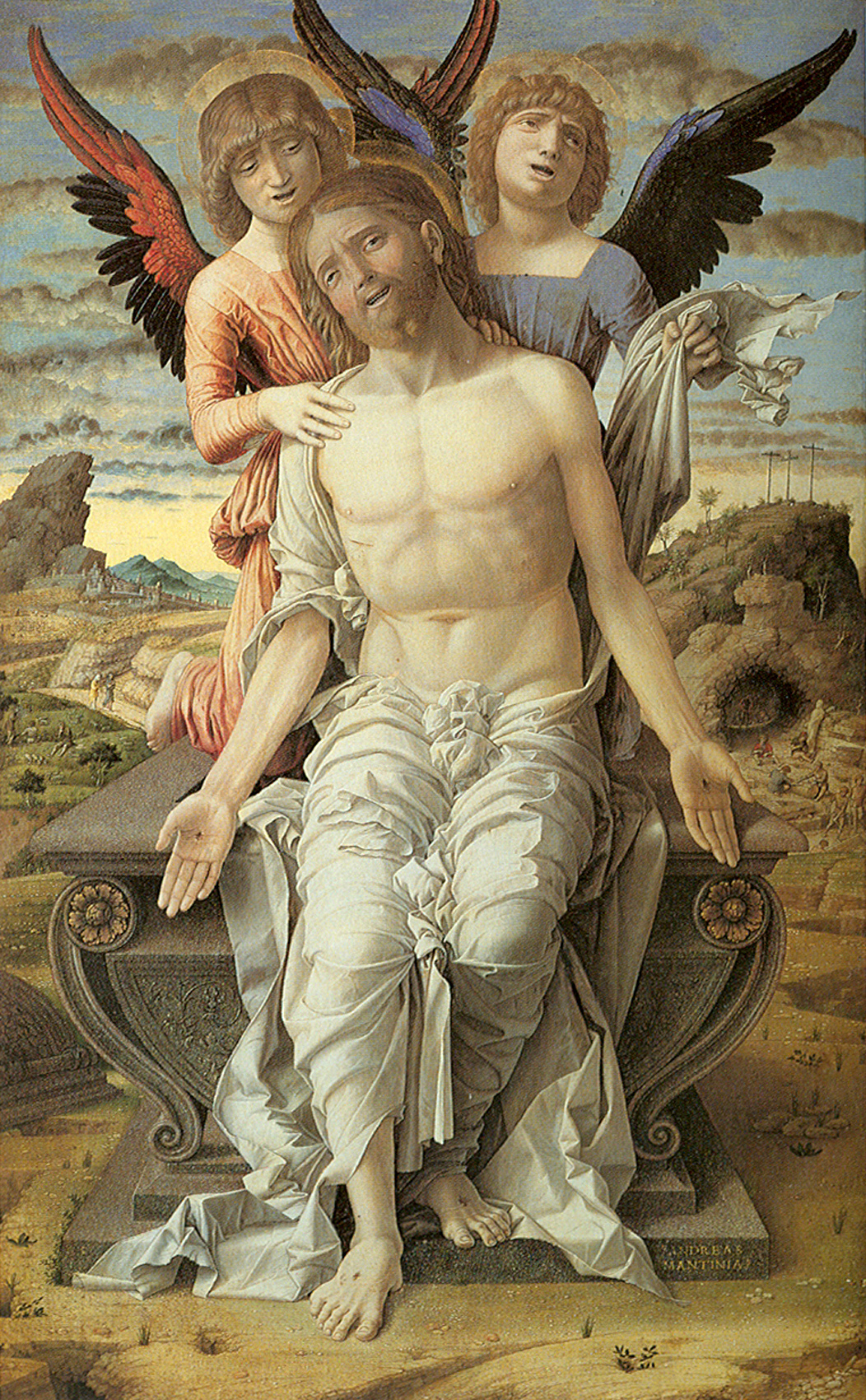
Andrea Mantegna: Cristo como o Homem das Dores, 1489
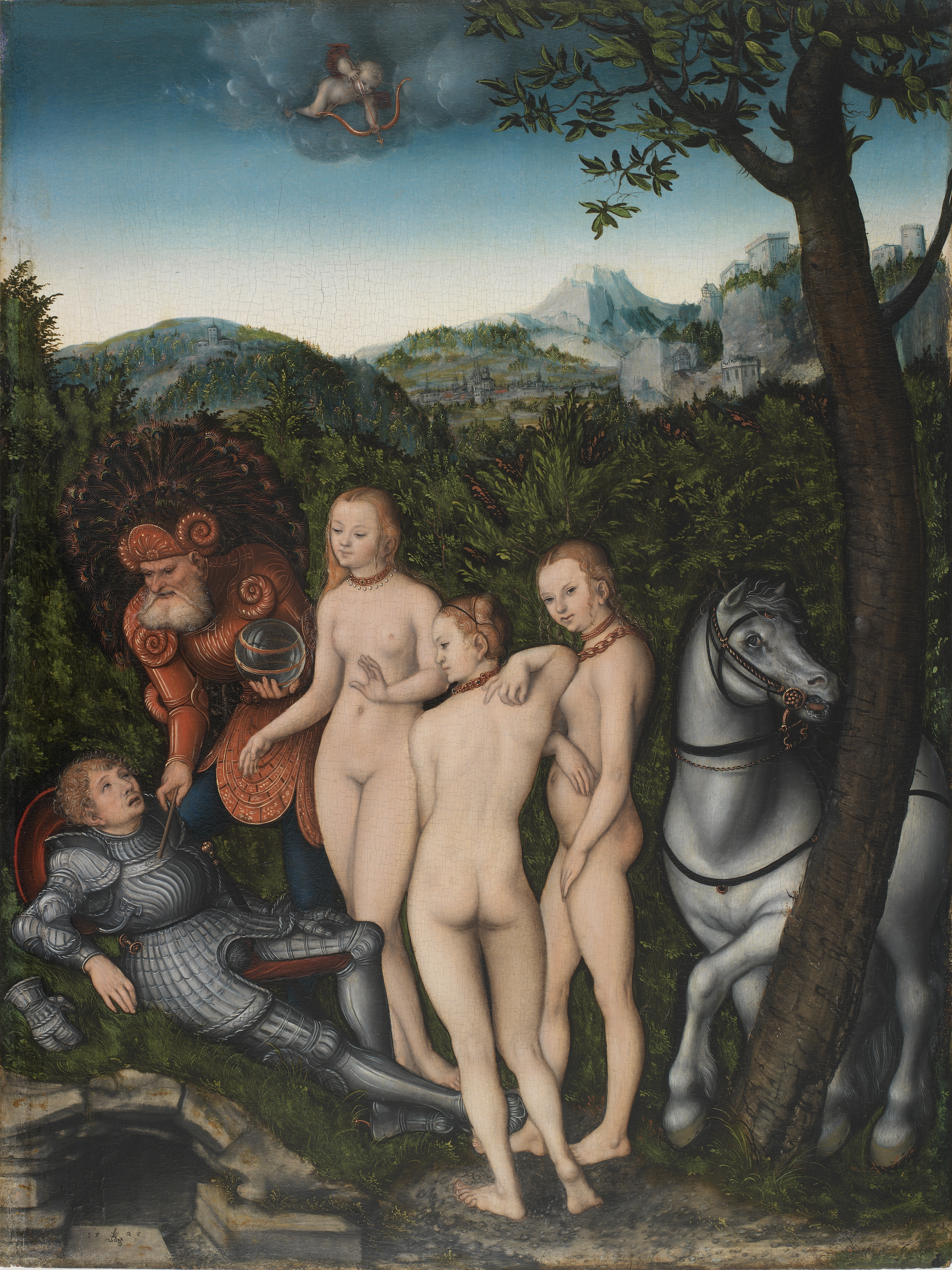
Lucas Cranach: O julgamento de Páris, 1527
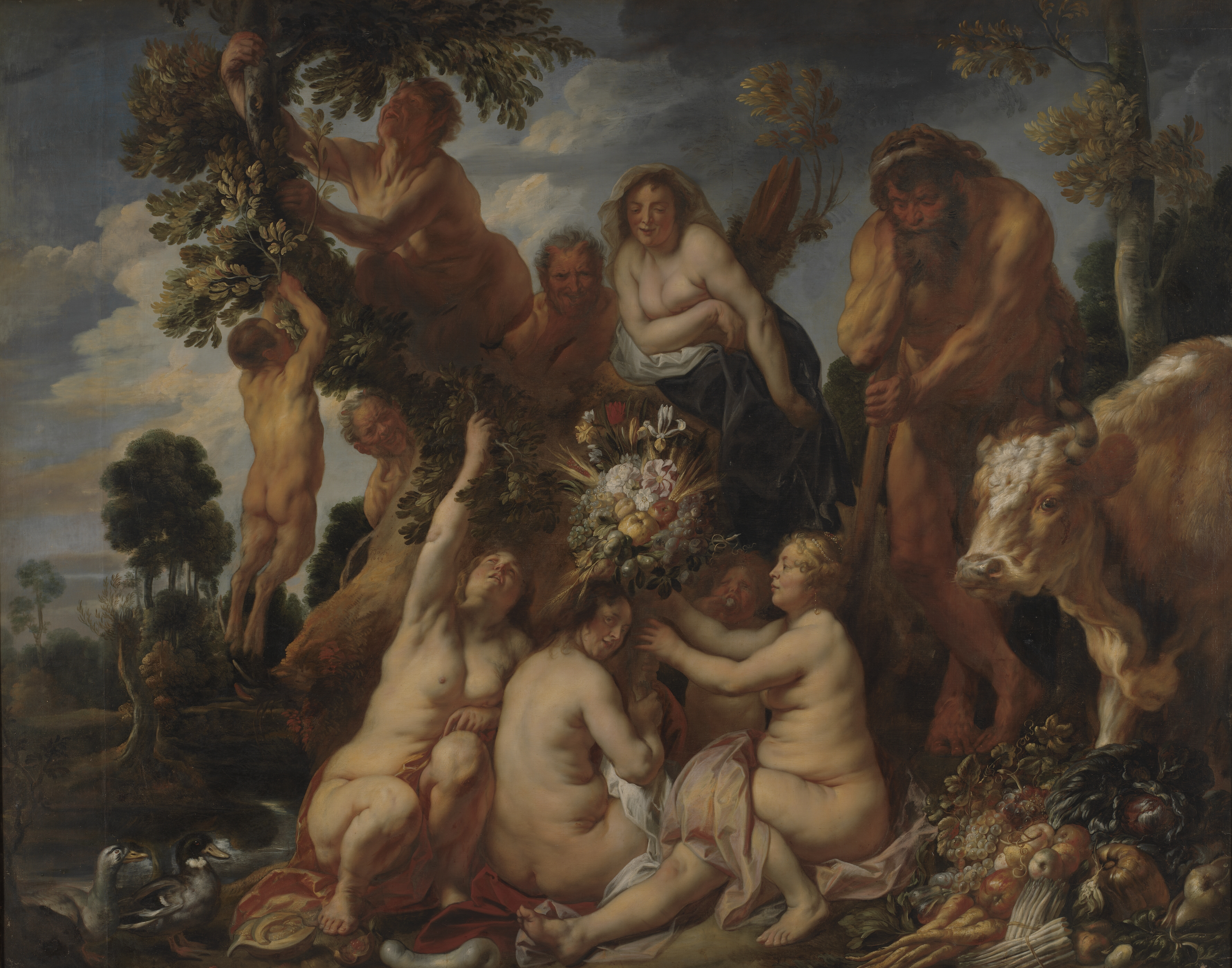
Jakob Jordaens: A abundância da Terra, 1649
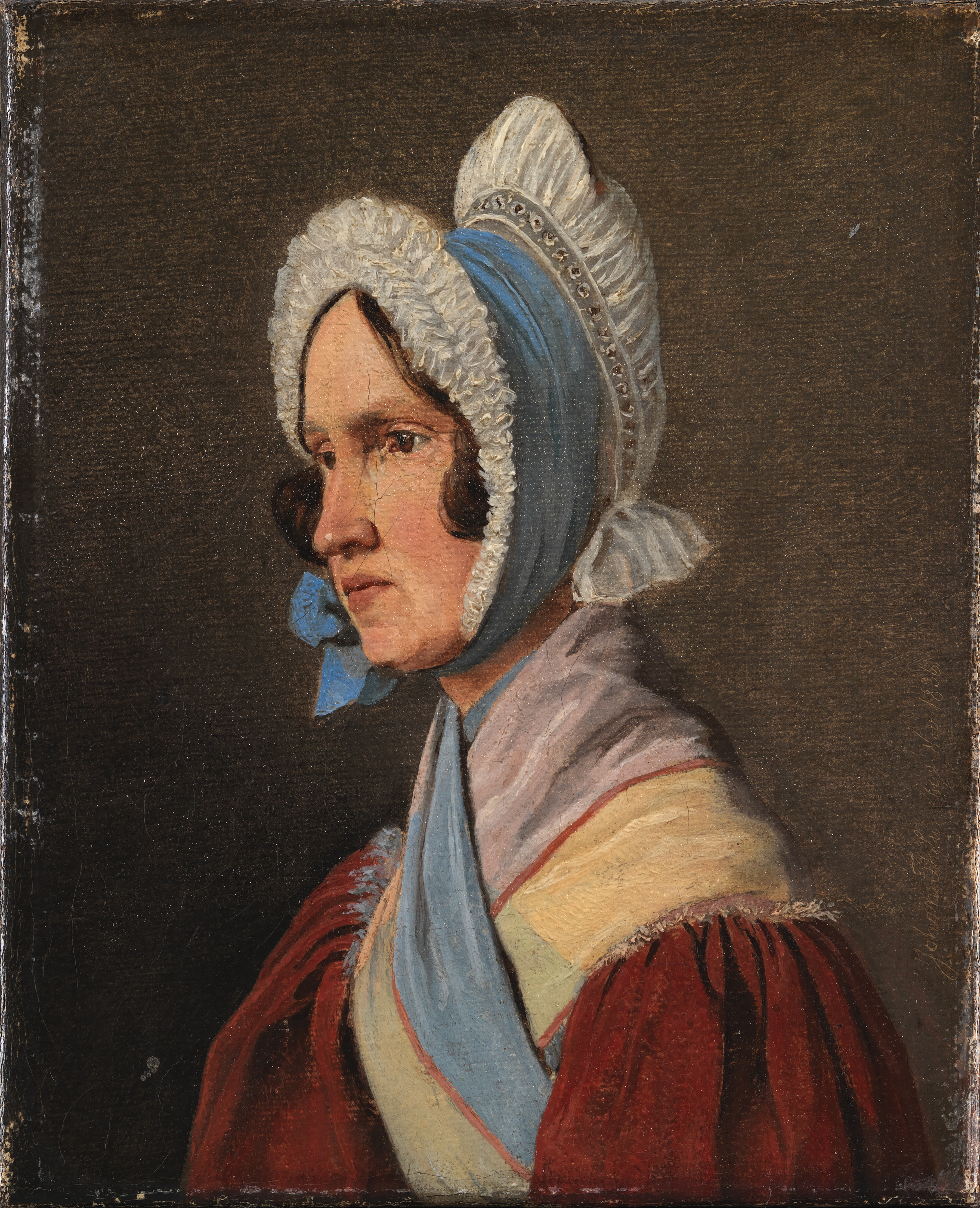
Johan Thomas Lundbye: Retrato de Cathrine Lundbye, mãe do artista, 1836
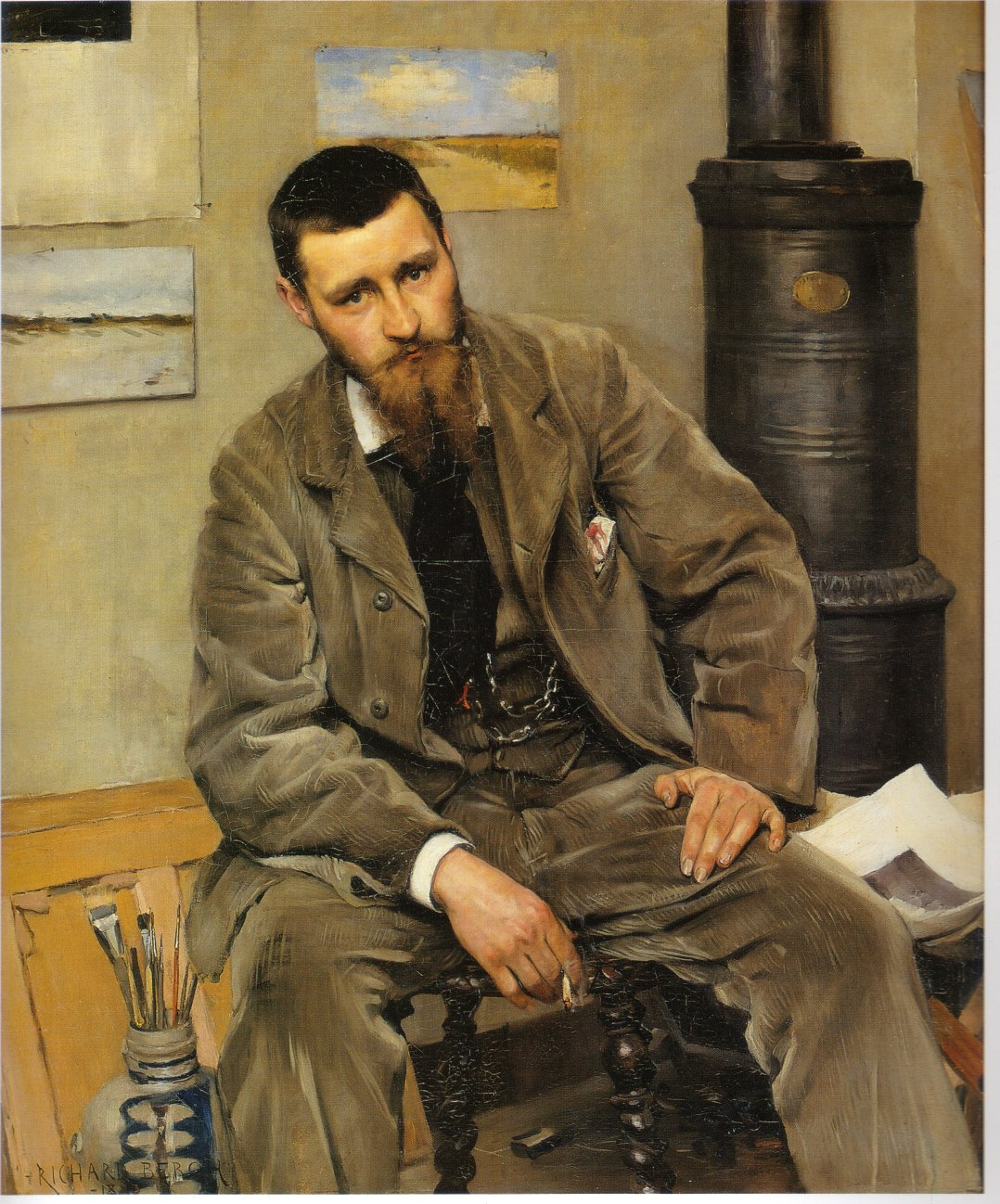
Richard Bergh: Retrato do pintor Nils Kreuger, 1883
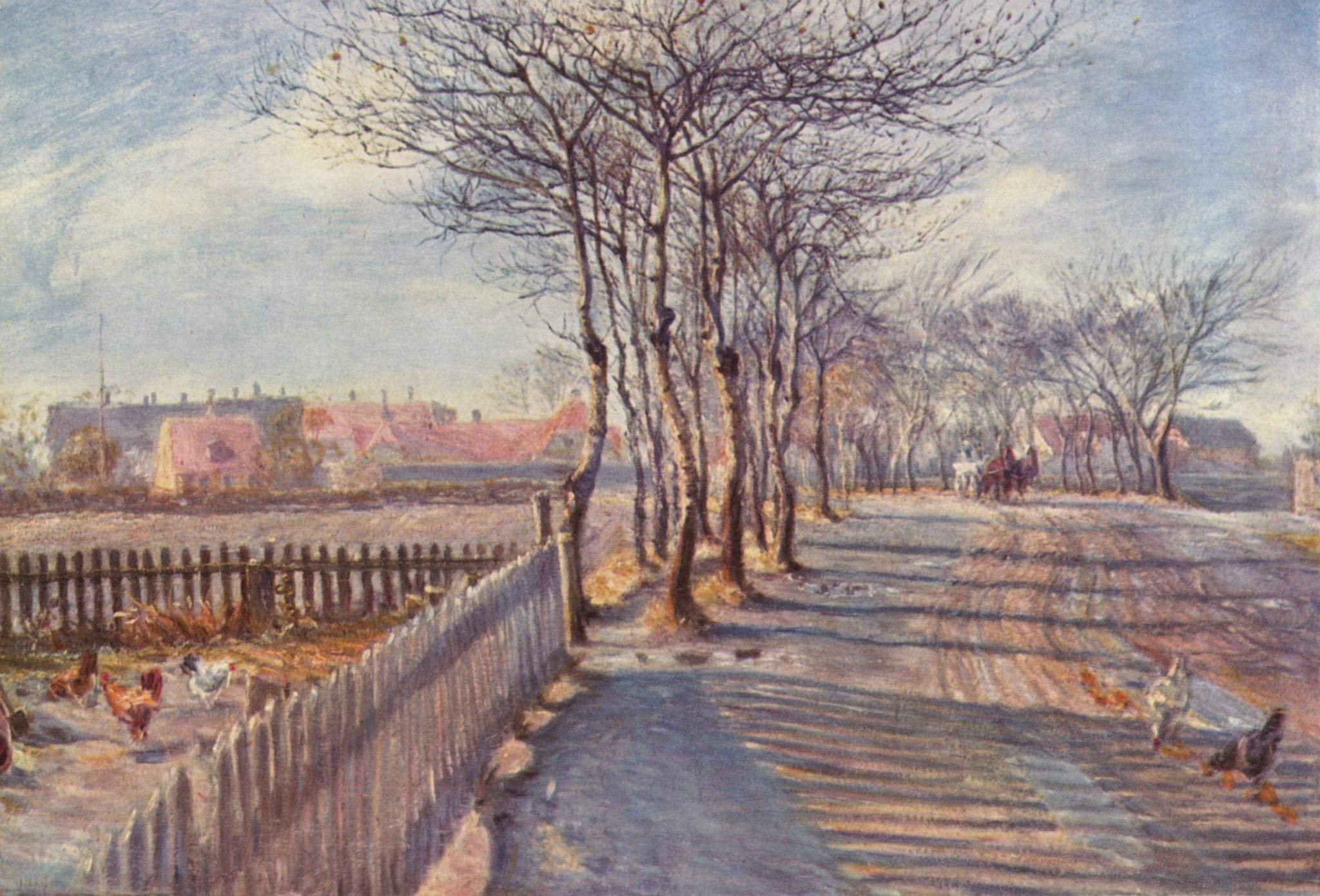
Theodor Esbern Philipsen: Alameda em Kastrup, 1891
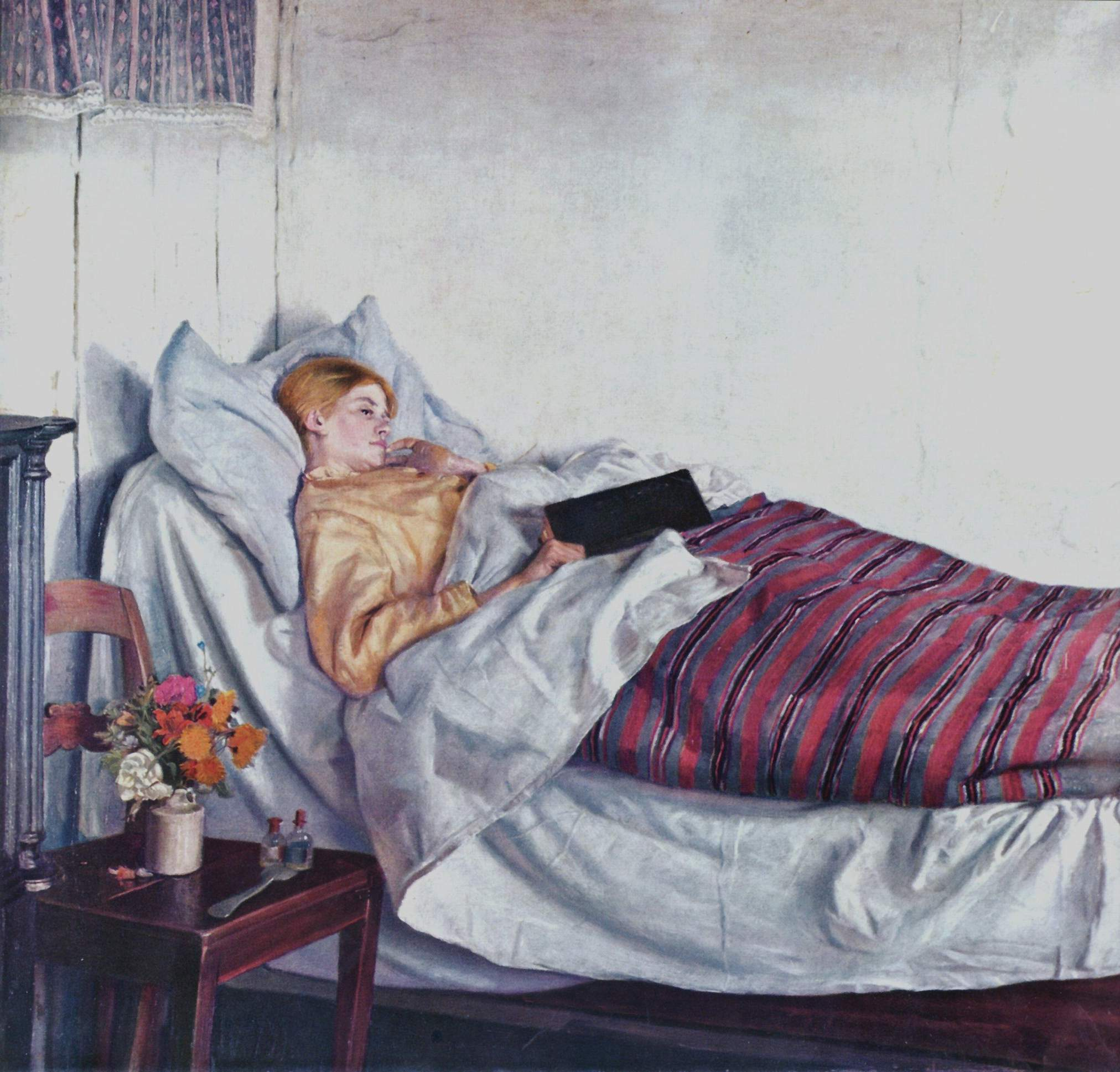
Michael Ancher: Jovem doente
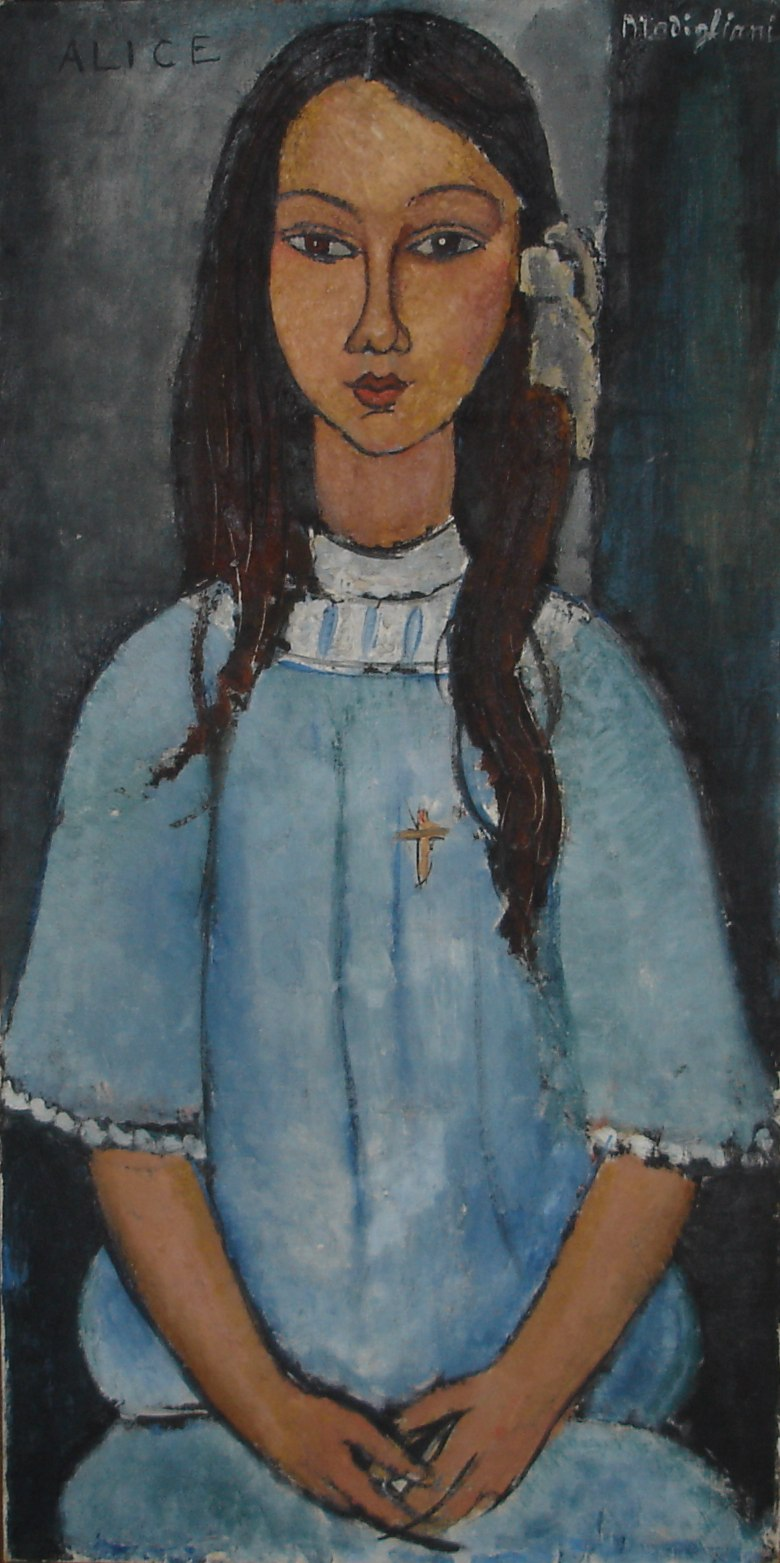
Amedeo Modigliani: Alice, 1915